# 里约达斯弗洛雷斯
里约达斯弗洛雷斯是巴西里约热内卢州的一个市镇。总面积477.662平方公里，总人口8787人，人口密度18.4人/平方公里。